# Fanorona
Il fanorona è il gioco nazionale del Madagascar. È un gioco da tavolo astratto per due giocatori, per qualche aspetto simile alla dama ma più direttamente derivato dall'alquerque. La sua presenza in Madagascar è attestata almeno dal XVI secolo.

## Regole

### Tavoliere e pezzi
Il tavoliere si può considerare composto da due tavolieri da alquerque giustapposti:
Ogni giocatore usa 22 pezzi; la disposizione iniziale dei pezzi è come in figura:

### Turno
I giocatori muovono a turno. Il giocatore di turno muove un singolo pezzo, spostandolo in una casella (vertice) adiacente vuota. Il movimento può dare luogo a una cattura in due situazioni:
- cattura per accostamento. Si ha quando la casella di arrivo dello spostamento è adiacente a un pezzo avversario. In tal caso, tale pezzo viene catturato. Vengono anche catturati tutti i pezzi avversari adiacenti successivi lungo la direzione di movimento (ovvero tutti i pezzi situati "dopo" il pezzo catturato, in una fila continua).
- cattura per allontanamento. Si ha quando la casella di partenza dello spostamento è adiacente a un pezzo avversario. Questo pezzo viene in tal caso catturato insieme a tutti quelli adiacenti in linea retta procedendo "all'indietro" rispetto al verso del movimento.

Un giocatore che esegue una cattura ha diritto a catturare nuovamente con lo stesso pezzo, cambiando direzione rispetto alla cattura precedente dello stesso turno e senza che tale pezzo torni su un punto che aveva già occupato nello stesso turno. La prima cattura del turno, quando è possibile, è obbligatoria, le seguenti sono facoltative.
I pezzi catturati vengono rimossi dal gioco.

### Fine del gioco e vittoria
Il primo giocatore a rimanere senza pezzi perde la partita. Se nessuno riesce a catturare tutti i pezzi dell'avversario, la partita è patta.

## Il Fanorona nella cultura
Il fanorona ha una grande importanza nella cultura malgascia; già nel Regno dei Merina, al gioco venivano associati valori rituali, divinatori e propiziatori. Jorge Luis Borges riporta la notizia (non accertata) secondo cui durante l'assedio di Antananarivo da parte dei francesi, nel 1895, i sacerdoti pensarono di difendersi giocando una partita rituale a fanorona che avrebbe dovuto garantire la vittoria ai Merina; la regina Ranavalona III e il popolo seguivano con più attenzione la partita che i combattimenti reali. I francesi presero Antananarivo e Ranavalona fu condannata a una vita di esilio.
Una storiella malgascia racconta che re Ralambo (1575-1610) in due occasioni aveva convocato il proprio primogenito, Andriantompokoindindra, e in entrambe le occasioni questo, impegnato a giocare a fanorona, aveva tardato a rispondere all'appello del padre; fu così che il giovane perse la corona a favore del suo fratello minore Andrianjaka.
La realizzazione dei tavolieri da fanorona artistici è una tradizione antica del Madagascar; come oggetti da artigianato, per esempio intagliati in legno di palissandro, sono molto diffusi e apprezzati dai turisti. La capitale della produzione di tavolieri è Ambositra. Nel Palazzo della regina ad Antananarivo c'è un tavoliere intagliato nello sgabello che fu del maestro di cerimonie, datato ai primi del Settecento (regno di Andrianampoinimerina). Ad Ambohimanga, 18 km a nord di Antananarivo, c'è un tavoliere scolpito in uno sperone roccioso in un punto elevato che domina la strada principale. Secondo la leggenda, fu fatto realizzare dal re Andianjafi, con l'intento di invitare suo nipote Ramboasalama a fare una partita e spingerlo nel precipizio. Ramboasalama avrebbe rifiutato, venendo per la prima volta sul luogo dopo essere stato incoronato re, per ammirare il panorama della propria capitale.
Numerosi altri fanorona incisi nella roccia si trovano in diversi luoghi nei dintorni di Tana:
- ad Ambohimalaza (12 km a est di Tana)
- ad Ambatosambatra (12 km a sudest)
- ad Ambatotovory (18 km a est)
- ad Antsahadinta (12 km a sudovest)
- ad Ambohimanambola (8 km a est)
- ad Alasora (5 km a sudest)
- a Mananjara (29 km a nordovest)